# Kanikania motuensis
Kanikania motuensis är en kräftdjursart som beskrevs av Duncan 1994. Kanikania motuensis ingår i släktet Kanikania och familjen tångloppor. Inga underarter finns listade i Catalogue of Life.